# Кристал-Сіті (Міссурі)
Кристал-Сіті (англ. Crystal City) — місто (англ. city) в США, в окрузі Джефферсон штату Міссурі. Населення — 4740 осіб (2020).

## Географія
Кристал-Сіті розташований за координатами 38°13′17″ пн. ш. 90°22′50″ зх. д. / 38.22139° пн. ш. 90.38056° зх. д. (38.221487, -90.380662).  За даними Бюро перепису населення США в 2010 році місто мало площу 11,83 км², з яких 11,81 км² — суходіл та 0,02 км² — водойми.

## Демографія
Згідно з переписом 2010 року, у місті мешкало 4855 осіб у 1894 домогосподарствах у складі 1228 родин. Густота населення становила 410 осіб/км².  Було 2078 помешкань (176/км²).
Расовий склад населення:
| - 93,2 % — білих - 3,7 % — чорних або афроамериканців - 0,6 % — азіатів - 0,4 % — корінних американців |

До двох чи більше рас належало 1,9 %. Частка іспаномовних становила 1,0 % від усіх жителів.
За віковим діапазоном населення розподілялося таким чином: 25,7 % — особи молодші 18 років, 57,8 % — особи у віці 18—64 років, 16,5 % — особи у віці 65 років та старші. Медіана віку мешканця становила 37,1 року. На 100 осіб жіночої статі у місті припадало 90,9 чоловіків;  на 100 жінок у віці від 18 років та старших — 84,0 чоловіків також старших 18 років.
Середній дохід на одне домашнє господарство  становив 55 280 доларів США (медіана — 42 593), а середній дохід на одну сім'ю — 64 280 доларів (медіана — 53 483). Медіана доходів становила 41 987 доларів для чоловіків та 37 813 долари для жінок. За межею бідності перебувало 17,6 % осіб, у тому числі 22,6 % дітей у віці до 18 років та 6,8 % осіб у віці 65 років та старших.
Цивільне працевлаштоване населення становило 2261 осіб. Основні галузі зайнятості: освіта, охорона здоров'я та соціальна допомога — 20,8 %, мистецтво, розваги та відпочинок — 15,1 %, роздрібна торгівля — 14,2 %.